# Valdete Antoni
Valdete Antoni (Tirana, 13 settembre 1953) è una poetessa albanese.
Lirismo, intimità, sensibilità e simbolismo definiscono la sua poesia.

## Biografia
Nel 1975 si è laureata con il massimo dei voti in giornalismo nella Facoltà di Scienze giuridiche e politiche presso l'Università di Tirana. Ha lavorato dal 1977 in poi presso Radio Tirana, Radio & National Television.
È autrice di numerose opere radiofoniche, programmi radiofonici su arte e cultura. Durante la sua esperienza come giornalista, ha realizzato e condotto un numero notevole di programmi relativi alla storia dell'antica civiltà, alla storia delle arti e dei simboli e ha pubblicato numerosi articoli sulle personalità dell'arte, in particolare nell'arte figurativa.
Antoni è uno dei fondatori e attuale membro del Forum dei giornalisti albanesi (2000). In tale veste, ha organizzato numerosi seminari specializzati di alfabetizzazione e cultura per il giornalismo.

## Opere
- "Sogno sul muro" (titolo originale "Ëndërr në mur") Pristina, "Ylberi": 1994
- "La mia parete indossa una camicia" ("Muri im ka veshur këmishë") Tirana, "Toena": 1997
- "Ho visto il mio volo" ("E pashë fluturimin tim") Tirana, "Toena": 1999
- "Ho introdotto nel petto di Dio" ("Hyj në kraharor zoti") Tirana, "Toena": 2001
- "Dissolto in polline leggero" ("Tretur në pollen drite") Tirana, "Toena": 2005
- "Suono di rugiada" ("Vesë Tingulli") ha selezionato la poesia, Tirana, "Toena": 2011
- "Mangiamo Marmara" ISBN 9928205124, ISBN 9789928205124: 2015

## Premi
- Nel 1999, con il libro "Ho visto il mio volo" ("E pashë fluturimin tim"), le venne assegnato il primo premio dall'Associazione albanese di artisti e scrittori.[1]
- Nel 2000 le venne assegnato il premio per il miglior giornalista radiofonico dell'anno dalla Fondazione culturale albanese “VELIJA".